# Симлипал (национальный парк)
Симлипал (англ. Simlipal National Park; ория ଶିମିଳିପାଳ ଜାତୀୟ ଉଦ୍ୟାନ) — один из национальных парков Индии. Расположен в округе Маюрбхандж на севере штата Орисса, примерно в 250 км к юго-западу от Калькутты и в 320 км к северо-востоку от Бхубанешвара. Площадь составляет 845,7 км².
В 1979 году данная территория была объявлена заповедником с площадью 2 200 км²; в 1980 году территория заповедника площадью 303 км² получила статус национального парка. В 1986 году площадь была расширена до 845,7 км². В 1994 году правительство Ориссы объявило Симлипал биосферным заповедником. В мае 2009 года парк был включён в список биосферных заповедников ЮНЕСКО.
В парке обитают 42 вида млекопитающих, 242 вида птиц и 30 видов рептилий. Млекопитающие включают такие виды как: тигр, леопард, индийский замбар, азиатский слон, мунтжаки, гаур, камышовый кот, дикий кабан, четырёхрогая антилопа, индийская гигантская белка, гульман и др.

## Галерея

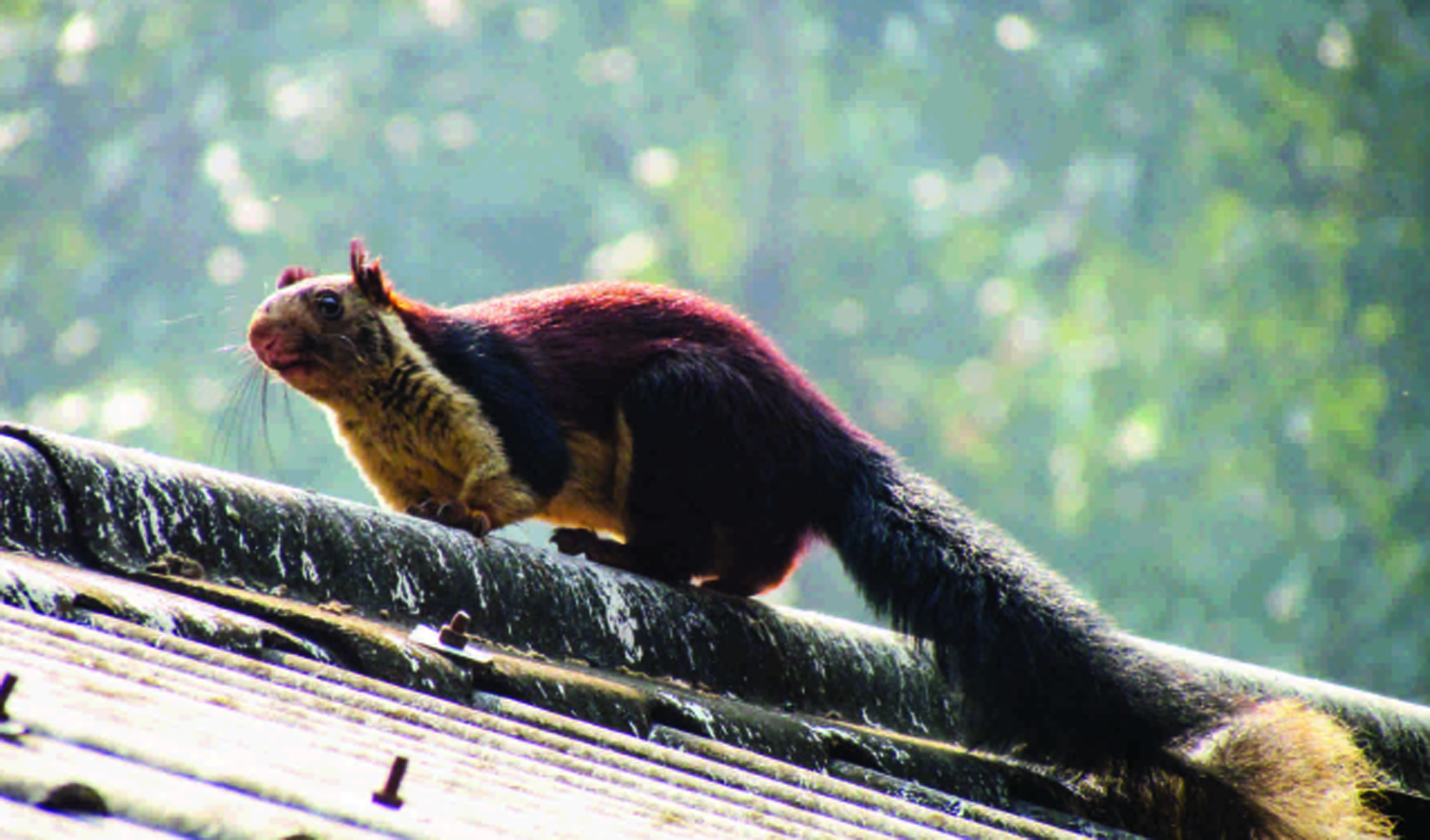
Индийская гигантская белка
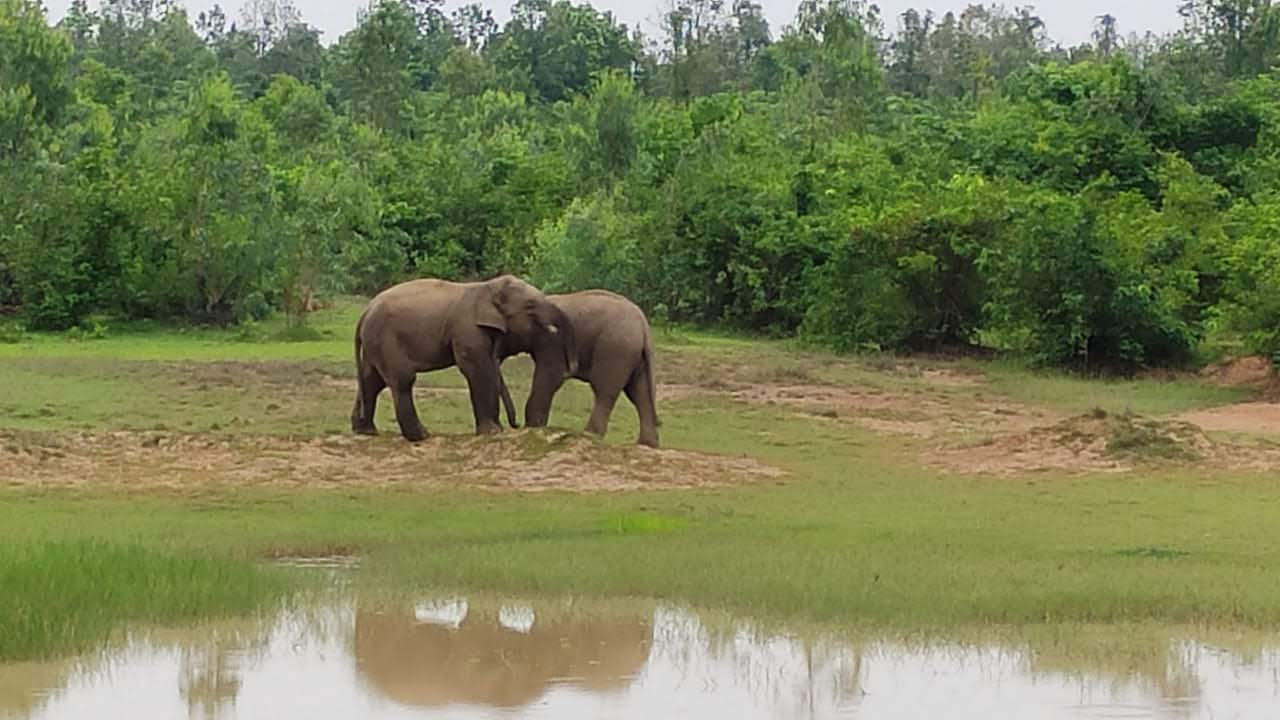
Слоны
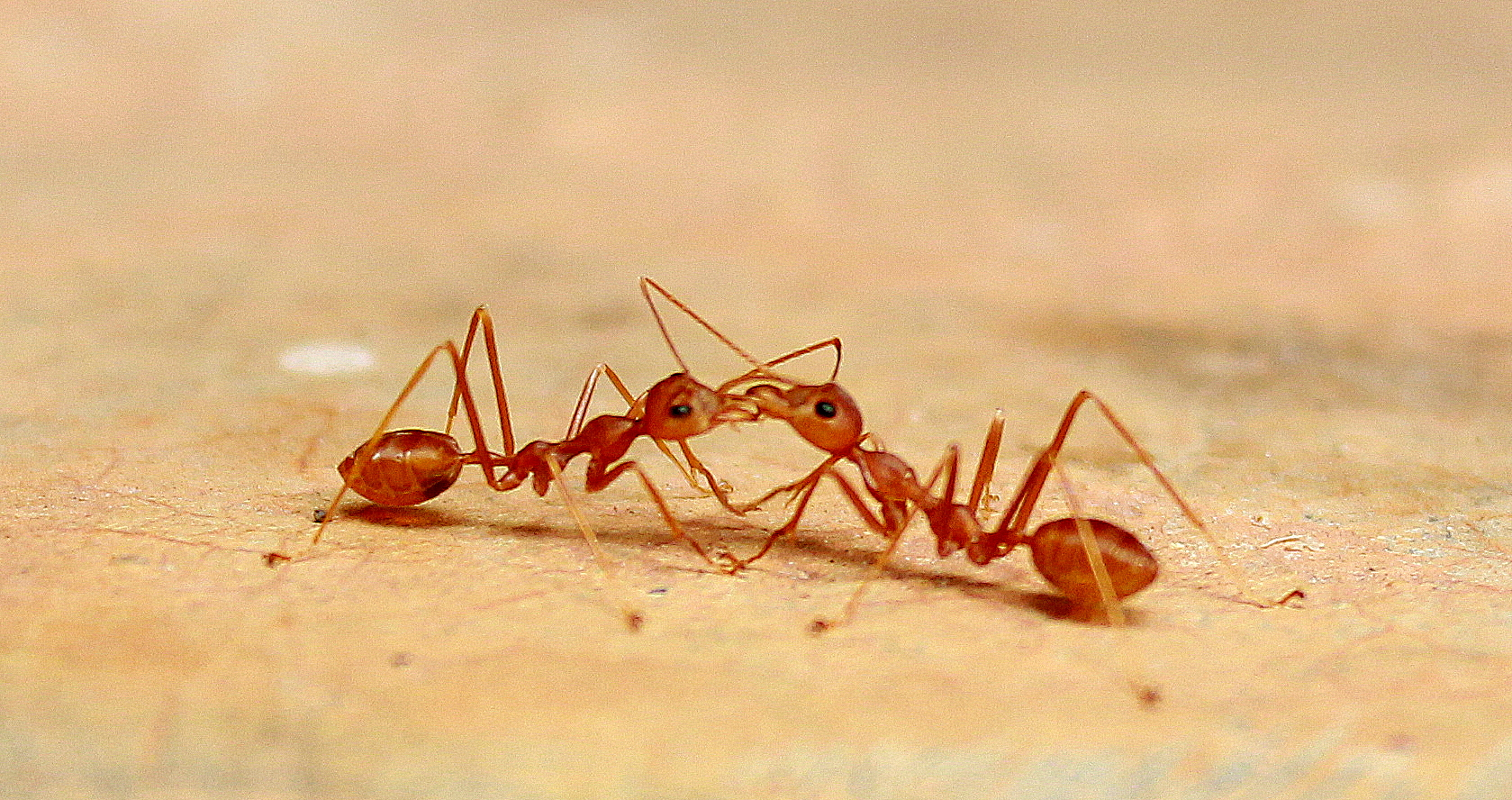
Спаривание муравьёв-портных
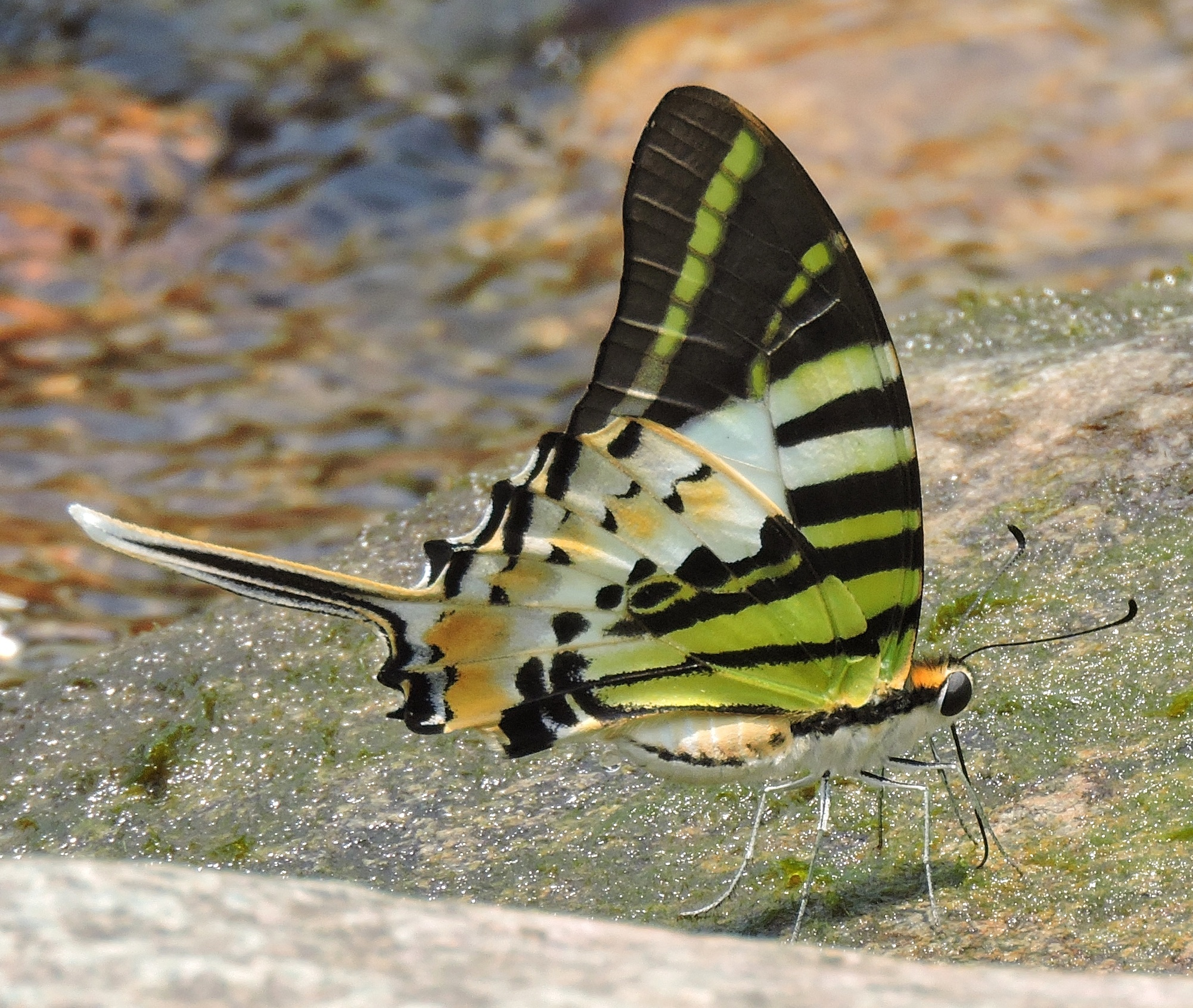
Бабочка Graphium antiphates[англ.]